# St. Peter von Mailand-Bruderschaft

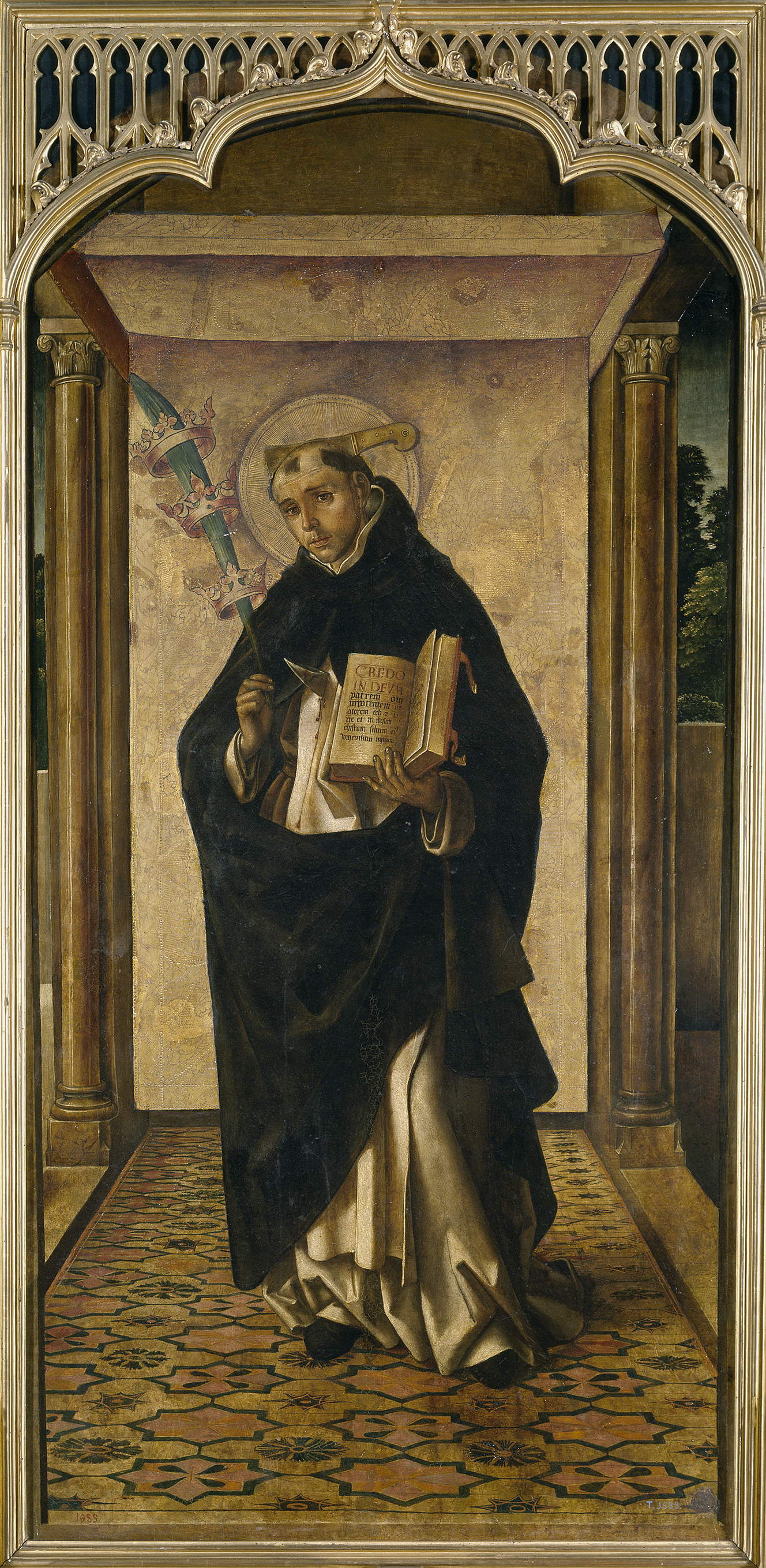
Petrus von Mailand in einer Darstellung aus dem Jahre 1493, von Pedro Berruguete

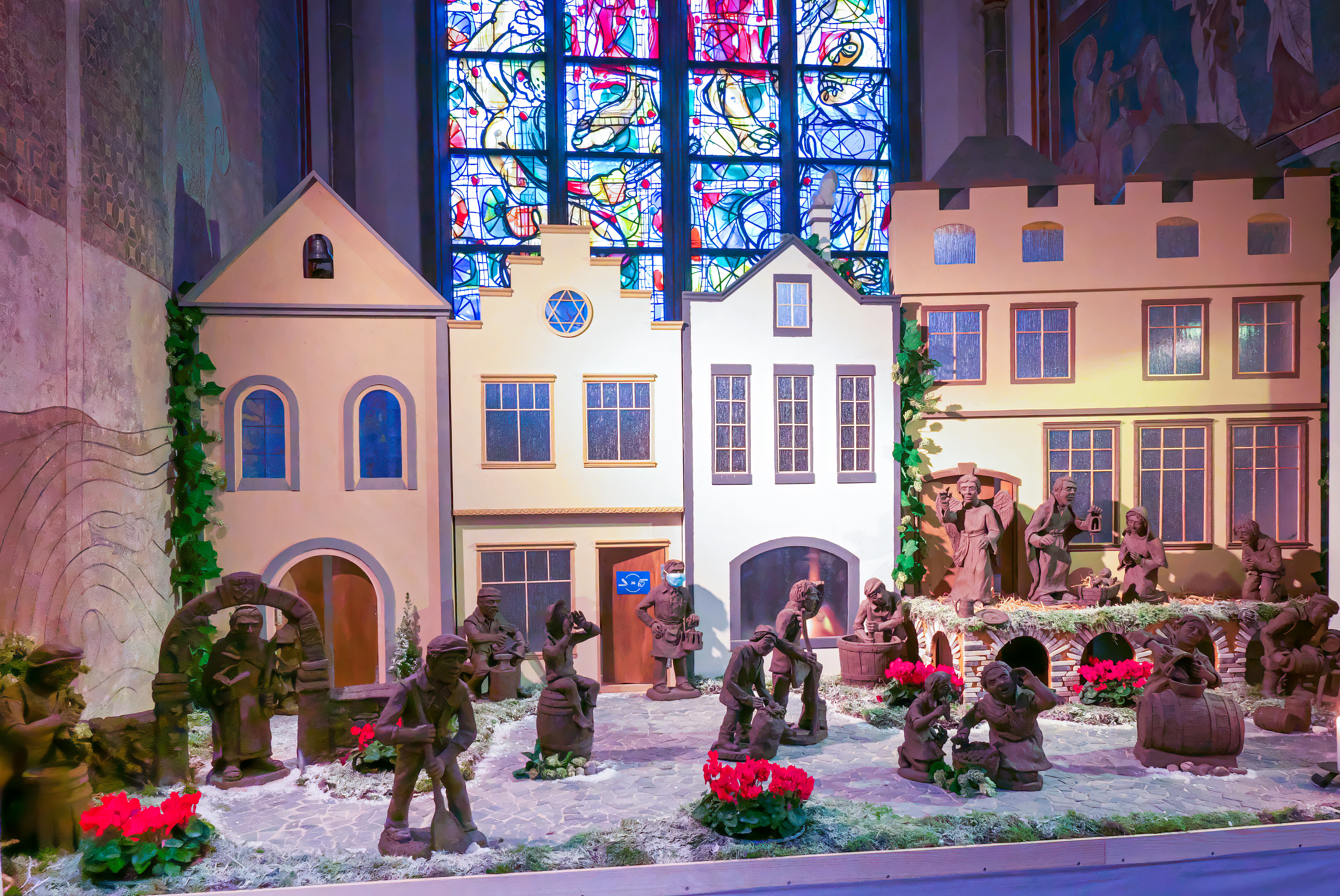
Brauer-Krippe in der Patronatskirche St. Andreas (Januar 2022)

Die St. Peter von Mailand-Bruderschaft ist eine seit dem Jahr 1396 beurkundete Handwerkergemeinschaft der Kölner Brauer. Die auch als „Cölner Brauer-Corporation“ bezeichnete Bruderschaft gehört zu den ältesten noch existierenden Handwerkerverbänden Deutschlands.

## Geschichte
Der dominikanische Prediger und Inquisitor Petrus von Mailand – eigentlich Petrus von Verona – wurde im Jahre 1253, ein Jahr nach seiner Ermordung bei Mailand, von Papst Innozenz IV. als Märtyrer heiliggesprochen. Es gibt Hinweise, dass die Kölner Brauer ihn bereits anlässlich dieser Heiligsprechung zum Patron einer Gemeinschaft auswählten. Beurkundet und offiziell gegründet wurde die Gemeinschaft mit dem Verbundbrief vom 14. September 1396. Dieser beendete in Köln endgültig die Patrizierherrschaft und ersetzte sie durch eine ständische Verfassung, die sich auf die 22 Kölner Gaffeln als politische Vereinigungen der Zünfte und Bürger stützte. Die Kölner Brauer waren in ihrer eigenen Gaffel politisch organisiert und vertreten. Ihre Organisationsform für Fragen des Handwerks und des Handels war die Brauerzunft. Die Bruderschaft dagegen war als geistlich orientierte Gemeinschaft sichtbarer Ausdruck der gemeinsamen Verbundenheit mit dem Glauben.
Ursprünglich hatte die Bruderschaft ihren geistlichen Mittelpunkt in der Kirche des Dominikanerklosters Heilig-Kreuz in der Stolkgasse. Dort war Petrus von Mailand ein eigener Altar gewidmet, dessen Altarbild, gestiftet 1475 von Kaiser Friedrich III., ein Bildnis des Heiligen zeigt. Nach der Auflösung des Klosters im Jahre 1802 durch die Franzosen zog das Bild in die Kirche St. Andreas um, die bis heute Patronatskirche des Ordens ist. Seit dem Jahre 1895 ist dem Heiligen Petrus von Mailand dort eine eigene Kapelle gewidmet, die von der Bruderschaft mit einem Altar, einem Glasfenster und einem Reliquiar ausgestattet wurde.
Im Jahre 1797 wurden unter französischer Besatzung die Kölner Zünfte aufgelöst. Die St. Peter von Mailand-Bruderschaft überstand dies, umbenannt in „Cölner Brauer-Cooperation“, unbeschadet als einziger Handwerkerverband Kölns. Nach Ende der Franzosenzeit lebte die Bruderschaft als Traditions- und Gemeinschaftspflegeverein wieder auf. Geleitet wird die Bruderschaft, wie bei kirchlichen Bruderschaften üblich, von einem Praeses, wie es Wilhelm Scheben war.

## Wirken
Während Gaffel und Zunft der Kölner Brauer Regulativ und Vertretung für handwerkliche, wirtschaftliche und politische Aspekte waren und den Rahmen für geselligen Kontakt boten, behielt die Bruderschaft einen religiösen Hintergrund: Die Verehrung des Schutzpatrons Petrus von Mailand, Fürbitten für lebende und Gedenken an verstorbene Mitglieder der Bruderschaft standen im Mittelpunkt ihrer Aktivitäten. Am 29. April, dem „St. Peter von Mailand-Tag“, feierte man ein Hochamt mit einer Prozession, bei der eine Statue des Heiligen getragen wurde. Bis zum Jahre 1741 gehörte zum Fest ein „Bruderschaftsessen“, das dann von einer Barauszahlung in Höhe von zwei Reichstalern abgelöst wurde.
Die Vertreter der modernen Kölschbrauer pflegen auch heute noch die Tradition der Bruderschaft und feiern am 29. April das Patronatsfest in St. Andreas. Man trifft sich außerdem zu geselligen Gesprächsrunden und betätigt sich als Stifter – eine „Brauerkrippe“ schenkten die Kölner Bierbrauer ihrer Patronatskirche etwa im Jahre 2001.
Die Interessen der Kölschbrauer vertritt seit 1948 der „Kölner Brauerei-Verband e. V.“, der sich historisch auf die Tradition der St. Peter von Mailand-Bruderschaft beruft.